# Лазурная (платформа)
Лазу́рная (прежнее название — блок-пост № 136) — бывшая железнодорожная платформа на участке Москва — Тверь главного хода Октябрьской железной дороги. Открыта в 1964 году. Находится в промышленном районе Твери (на территории Московского района). Была востребована мало (по данным мониторинга — 5—7 человек в сутки). В связи с этим в последние годы перед окончательным закрытием остановка поездов на ней практически перестала производиться: например, по состоянию на 14.10.2011, на ней останавливаются две электрички в сторону Твери и ни одной — в противоположную сторону. На 2011 год намечался капитальный ремонт платформ, в октябре начаты работы по демонтажу платформ на I и II путях. Билетные кассы на платформе отсутствуют. 
Работа платформы неоднократно прерывалась, очередное закрытие состоялось 27 октября 2013 года (16 ноября 2013 в 11:10 останавливался электропоезд № 6708 на Тверь)[значимость факта?]. При этом фактически недействующая платформа до середины 2019 года продолжала отмечаться в книгах расписаний, указателях, схемах и тарифных таблицах АО "МТППК" как действующая. В 2017 году лестничные сходы на платформы были заварены решётками.
По одной из версий, название платформы может происходить от фамилии Лазарев (в свою очередь, происходящей от крестильного имени Лазарь, имеющего такие уменьшительные формы, как Лазура, Лазутин, Лазутка). Следует отметить, что рядом также расположена промзона «Лазурная». А на самом деле по названию протекающей рядом реки Лазурь.
На станции имеются две высокие посадочные боковые платформы, разнесенные друг относительно друга. Переход между платформами осуществляется по бетонным настилам, оборудованным сигнализацией. Турникетами не оборудована.
В июле 2008 года у платформы Лазурная проводились учения МЧС. Согласно легенде учений, рядом со станцией произошло столкновение поездов.

## Фотографии

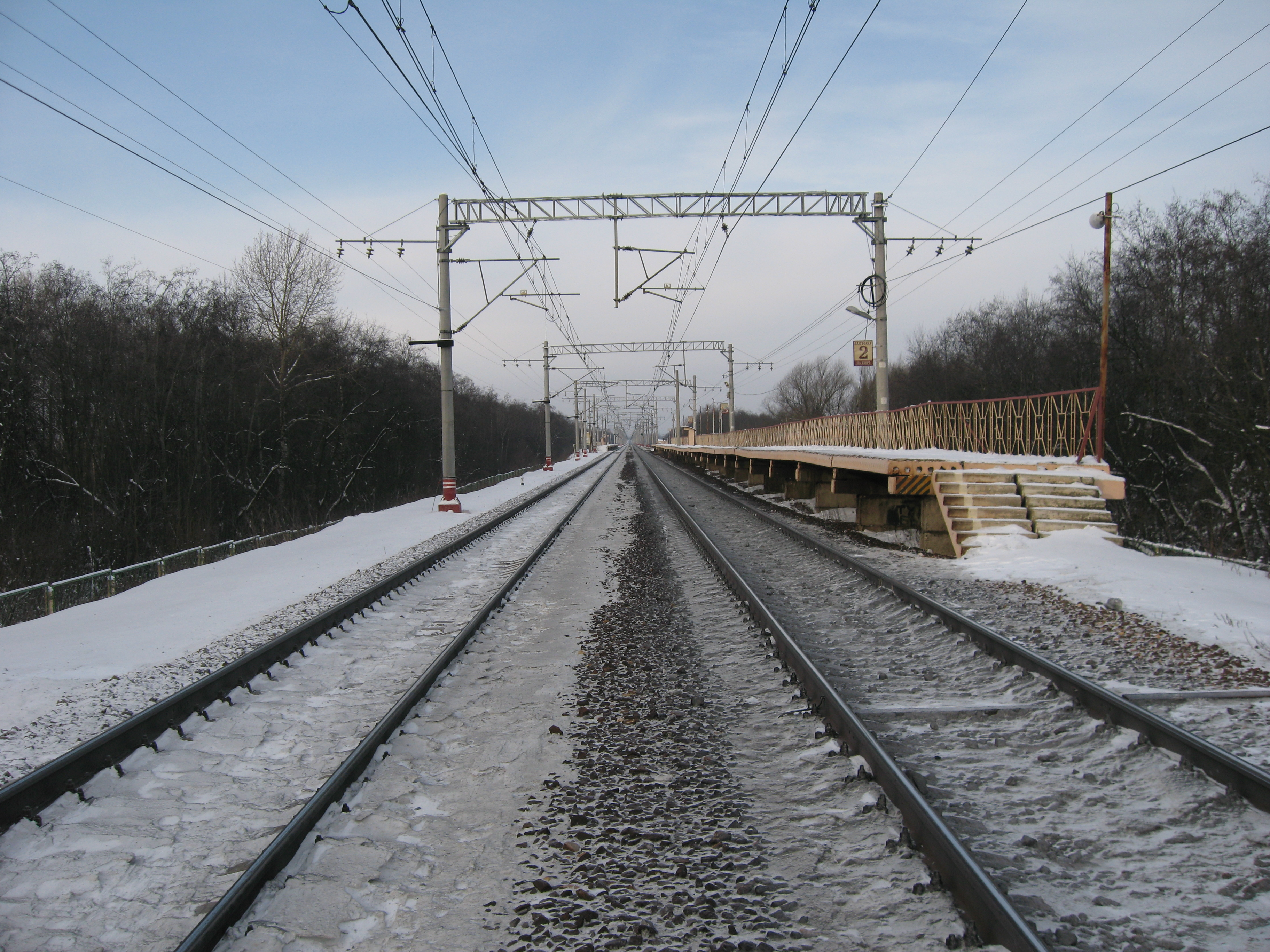
Вид в сторону станции Тверь
Вид в сторону платформы Чуприяновка